# Excellent Italian Greyhound
Excellent Italian Greyhound è il quarto album in studio della lo-fi noise band statunitense Shellac.

## Il disco
Il titolo dell'album (Eccellente Levriero Italiano) è un riferimento a Uffizi, il cane del batterista Todd Trainer. 
Nell'album sono presenti un inserto vocale in italiano ("Pronto prova...") ed uno in siciliano ("A isamu sta lapa!", ossia "La alziamo quest'Ape!")

## Tracce
1. The End of Radio
2. Steady As She Goes
3. Be Prepared
4. Elephant
5. Genuine Lulabelle
6. Kittypants
7. Boycott
8. Paco
9. Spoke